# Rage (Computerspiel)
Rage ist ein Computerspiel von id Software und wurde am 7. Oktober 2011 für Microsoft Windows, macOS, Xbox 360 und PlayStation 3 veröffentlicht. Das Spiel lässt sich in erster Linie dem Genre Ego-Shooter zuordnen, enthält aber beispielsweise auch Rennspiel-Elemente. Es basiert als erstes auf der neuen Grafik-Engine id Tech 5. Das Spiel erschien in Deutschland ungeschnitten.

## Entwicklung
Enthüllt wurde Rage von id Software am 3. August 2007 auf der QuakeCon. Der leitende Programmierer John Carmack kündigte an, dass die id Tech 5 die 2004 mit Doom 3 eingeführte id Tech 4 ablösen und neue Komponenten wie MegaTexture unterstützen wird. Im Juli 2008 wurde bekannt gegeben, dass Electronic Arts als Publisher von Rage auftreten wird. Nachdem das zuvor unabhängige Studio id Software im Juni 2009 von ZeniMax Media und dem Tochterunternehmen Bethesda Softworks übernommen worden war, gab Electronic Arts die Vertriebsrechte jedoch im Dezember 2009 wieder ab. Am 18. November 2010 veröffentlichte Bethesda Softworks das Mobilespiel Rage HD für iOS im App Store. Im Oktober 2011 erschien Rage für Windows, Xbox 360 und PlayStation 3, im Februar 2012 folgte eine Version für macOS.

## Handlung
Ein Asteroid droht in der Zukunft auf die Erde zu stürzen und alles Leben darauf zu vernichten. Die Regierungen der Welt stehen vor der Aufgabe, das Überleben der Menschheit zu sichern. Da der Asteroid nicht aufgehalten werden kann, werden sogenannte „Archen“ entwickelt. Diese werden tief unter der Erdoberfläche angelegt und bieten Schutz für eine ausgewählte Gruppe von Menschen.
106 Jahre nachdem der Asteroid die Erde verwüstet hat, erwacht der Spieler als einziger Überlebender seiner Arche aus seinem Kryoschlaf und verlässt diese. Als der Überlebende die Oberfläche erreicht, wird er von zwei Mitgliedern des Ghost-Clans angegriffen. Dan Hagar (in der englischen Fassung von John Goodman gesprochen), ein Ödland-Siedler, rettet ihn und bringt ihn zu seiner Siedlung. Dan informiert den Überlebenden, dass die „Authority“, eine Art neue Regierung, aus unbekannten Gründen hinter Archenbewohnern her ist. Zunächst erledigt der Überlebende für Dan und seine Siedlung einfache Aufträge. Da seine Anwesenheit für die Siedlung jedoch zu gefährlich ist, verlässt der Überlebende Dans Siedlung und begibt sich zur nahegelegenen Stadt Wellspring.
Während seines dortigen Aufenthaltes hilft er den Bewohnern der Stadt bei verschiedenen Problemen, z. B. bei der Abwehr von Banditen und Mutanten. Schließlich kommt er mit Kvasir, einem älteren Wissenschaftler, der früher für die Regierung gearbeitet hat, in Kontakt. Kvasir erzählt dem Überlebenden von den unmenschlichen Experimenten der Behörden sowie der Schaffung der Mutanten und bringt den Überlebenden in Kontakt mit dem Widerstand, einer Anti-Authority-Gruppe. Nach der Rettung des Anführers des Widerstandes, Captain Marshall, zieht der Überlebende die Aufmerksamkeit der Regierung auf sich und muss aus Wellspring fliehen. Er findet im Hauptquartier des Widerstandes, Subway Town, Zuflucht. Wie er es schon in Wellspring getan hat, verdient er sich Vertrauen und Respekt bei den Einwohnern, indem er Aufträge für sie erledigt. Vom Anführer des Widerstandes, Captain Marshall, welcher selbst Überlebender einer Arche ist, erfährt der Überlebende was im letzten Jahrhundert passiert ist. Kurz bevor der Asteroid Apophis die Erde getroffen hat, hat einer der Generäle, der für das Archenprogramm verantwortlich war, alle Archen sabotiert, bis auf die Archen, in welchen sich die Menschen befanden, die ihm gegenüber loyal waren. Der Rest sollte für immer im Winterschlaf bleiben. Die Menschen aus den nicht sabotierten Archen bilden heute die Regierung.
Da die Regierung rasch ihren Einflusskreis rund um Wellspring erweitert, ist der Widerstand gezwungen zu handeln. Mit Hilfe des Archen-Überlebenden ist er in der Lage die Standorte aller Archen auf der Erde herauszufinden. Marshall plant diese Daten zu nutzen, um die Archen zu reaktivieren und eine Armee zu bilden, um so die Regierung zu vernichten. Der einzige Weg dies zu tun, ist die Daten von Capital Prime im Hauptquartier der Regierung zu übertragen. Alleine kämpft sich der Überlebende durch und schafft es die Aktivierungscodes zu übertragen. Das Spiel endet, indem alle Archen an der Oberfläche aktiviert werden.

## Spielkonzept
Während id Software mit den vorangegangenen Computerspielserien Doom und Quake reine Ego-Shooter entwickelte und dieses Genre in den 1990er-Jahren entscheidend prägte, wollte das Entwicklerstudio mit Rage sowohl vom Spielkonzept als auch von der Spielwelt her einen neuen Weg einschlagen. Rage lässt sich im Wesentlichen auch dem Ego-Shooter-Genre zuordnen, enthält jedoch zusätzlich Kampffahrzeug-, Rennspiel- und einfache Rollenspiel-Elemente.
Im Gegensatz zu dem in aktuelleren Ego-Shootern oft anzutreffenden linearen Leveldesign weist Rage ein offeneres Spieldesign auf. Der Spielverlauf gestaltet sich durch Nebenmissionen, die optional neben den Hauptmissionen verfolgt werden können, nicht strikt linear. Dennoch handelt es sich nicht um ein echtes Open-World-Spiel und es war von den Entwicklern auch nicht als solches geplant. Auch Interaktionen zwischen der Spielerfigur und Nicht-Spieler-Charaktern sind Bestandteil des Spielverlaufs. Wie bei Rollenspielen üblich, kann der Spieler von verschiedenen Personen gegen eine bestimmte Belohnung Aufträge annehmen und die Umgebung nach Loot (Beutestücken) durchsuchen. Im Vordergrund steht aber der Kampf in der Egoperspektive gegen unterschiedliche Typen von Gegnern mit einer großen Anzahl an verschiedenen Waffen in eher linear gehaltenen Spielabschnitten.

## Mehrspieler
Rage hat zwei Mehrspielermodi: Road Rage und Legends of the Wasteland. Bei Road Rage treten bis zu vier Spieler in einem free-for-all-Match an. Diese Matches werden in Arenen mit Fahrzeugen durchgeführt. Ziel ist es, so viele Punkte wie möglich zu sammeln, indem man ein feindliches Fahrzeug zerstört und seine Punkte stiehlt. Legends of the Wasteland umfasst eine Reihe von Zweispieler-Co-op-Missionen, basierend auf der Geschichte der Einzelspielerkampagne. In diesem Spielmodus gibt es insgesamt neun verschiedene Missionen.

## Technik
Durch Einsatz der id Tech 5 werden MegaTextures verwendet, um Texturen durch vorberechnete Kacheln in großen Außenarealen darzustellen. Das Streamen der Texturdaten kann bei Konsolen der damaligen Generation zu Verzögerungen führen. Dennoch bietet die Technologie bei der Gestaltung der Spielwelt große Vorteile, da sie mit geringem Aufwand sehr individuell gestaltet werden kann. Das Studio benötigt dabei große Serverfarmen, um die Spielweltdaten im Terabyte-Bereich herunterzurechnen, was Mods durch Fans nahezu ausschließt.

## Rezeption
Die Darstellung der apokalyptischen Spielwelt sei ein technisches Glanzstück und extrem vielfältig dargestellt. Die Rennelemente seien unterhaltsam, wenn auch wenig herausfordernd. Die Spielwelt sei groß, aber auch sehr leer. Im Mehrspielermodus fehle das traditionelle Deathmatch. in puncto Handlung bleibe das Spiel oberflächlich. Während die offene Spielwelt und Rollenspielelemente eher aufgesetzt wirkten, sei Rage dennoch ein klassischer Ego-Shooter, der das lineare Genre gekonnt auflockere, ohne dabei zu revolutionär zu sein. Die Schießereien hingegen seien erstklassig umgesetzt. Die Gegner agieren schlau, die Waffenauswahl sei solide und die Trefferwirkung sei erstklassig umgesetzt. Gamereactor lobte ausdrücklich den Soundtrack.
Spieler auf Konsolen sollten das Spiel auf der Festplatte installieren, da es zu Problemen beim flüssigen Nachladen von Texturen kommt. Weit entfernte Elemente wirken auf dem PC schärfer. Gravierend seien die Unterschiede aber nicht.

## Nachfolger
Am 14. Mai 2019 veröffentlichte Bethesda Softworks den Nachfolger Rage 2 für Windows, Xbox One und PlayStation 4. Die Fortsetzung setzt 30 Jahre nach der Handlung von Rage an. Der Ego-Shooter entstand bei dem schwedischen Entwickler Avalanche Studios, id Software unterstützte die Entwicklung. Für Rage 2 kam statt der id Tech die hauseigene Apex Engine von Avalanche zum Einsatz. Die Rezeption von Rage 2 war durchwachsen.

## Roman zum Spiel
- Matthew J. Costello: Rage, Panini Verlag 2011, ISBN 978-3-8332-2329-7.